# Touch Me (The Doors)
Touch Me è una canzone del gruppo rock statunitense The Doors, scritta dal chitarrista Robby Krieger. Il singolo venne estratto dall'album The Soft Parade e pubblicato nel dicembre 1968. Il 45 giri, scalò le classifiche nel 1969 e si piazzò alla posizione numero 3, la canzone venne proposta dal vivo alla trasmissione della CBS Smothers Brothers Comedy Hour nel dicembre 1968 dove i The Doors, durante l'esibizione vennero accompagnati da un'orchestra, da una sezione di strumenti a fiato e dal sassofonista jazz Curtis Amy che eseguì un assolo.

## Classifiche
| Classifica (1968) | Posizione massima |
| ----------------- | ----------------- |
| Billboard Hot 100 | 3                 |